# Eucereon setosa
Eucereon setosa là một loài bướm đêm thuộc phân họ Arctiinae, họ Erebidae.